# Edward Lipinski
Edward Lipiński, né à Łódź en Pologne le 18 juin 1930 et mort à Bruxelles le 12 avril 2024, est un professeur belgo-polonais spécialisé dans les études bibliques et du Proche-Orient ancien.

## Biographie
Sa première œuvre majeure, publiée en 1965, était une monographie monumentale, La royauté de Yahwé dans la poésie et le culte de l'ancien Israël . En 1969, il devient professeur à l'Université catholique de Louvain.
Il devient chef du département des études orientales et slaves de 1978 à 1984 et dirige la publication du Dictionnaire de la civilisation phénicienne et punique (1992) et de la série Studia Phoenicia (à partir de 1983).
Il reçoit un doctorat honoris causa de l'Université de Lund en 2003.

## Publications
- La Royauté de Yahwé dans la poésie et le culte de l'ancien Israël (Verhandelingen van de Koninklijke Vlaamse Academie voor Wetenschappen, Letteren en Schone Kunsten van België. Klasse der Letteren, Jaarg. XXVII, Nr 55), Paleis der Academiën, Brussel 1965, 560 pp. ; second edition, Brussel 1968.
- Le Poème royal du Psaume LXXXIX, 1-5.20-38 (Cahiers de la Revue Biblique 6), J. Gabalda et Cie, Paris 1967, 110 pp.
- Studies in Aramaic Inscriptions and Onomastics I –III (Orient. Lov. An. 1, 57, 200), Leuven University Press, Peeters & Oriëntalistiek, Leuven 1975, 1994, 2010, 240 pp., 273 pp., XX + 308 pp.
- Author of volumes 1, 5 and 6 of Studia Paulo Naster Oblata: Orientalia antiqua published 1982 Peeters Publishers[2]
- Dictionnaire de la civilisation phénicienne et punique, Brepols, 1992, 502 p. (ISBN 978-2-503-50033-1, présentation en ligne)
- Dieux et déesses de l'univers phénicien et punique (Orient. Lov. An. 64; Studia Phoenicia XIV), Peeters & Departement Oosterse Studies, Leuven 1995, 536 p.
- Semitic languages: outline of a comparative grammar, 2000.  (ISBN 9789042908154)
- Semitic Languages: Outline of a Comparative Grammar (Orient. Lov. An. 80), Peeters & Departement Oosterse Studies, Leuven 1997, 756 pp.; 2nd ed., Leuven 2001, 780 pp.
- The Aramaeans: their ancient history, culture, religion, 2001.  (ISBN 9789042908598)
- The Aramaeans: Their Ancient History, Culture, Religion (Orient. Lov. An. 100), Peeters & Departement Oosterse Studies, Leuven 2000, 697 pp.
- Itineraria Phoenicia (Orient. Lov. An. 127; Studia Phoenicia XVIII), Peeters & Departement Oosterse Studies, Leuven 2004, XXVI+ 622 pp.
- On the Skirts of Canaan in the Iron Age. Historical and Topographical Researches (Orient. Lov. An. 153), Peeters & Departement Oosterse Studies, Leuven 2006, 484 pp.
- Prawo bliskowschodnie w starożytności. Wprowadzenie historyczne (The Near Eastern Law in Antiquity. A Historical Introduction; Studia historico-biblica 2), Wydawnictwo KUL, Lublin 2009, 492 pp.
- Resheph. A Syro-Canaanite Deity (Orient. Lov. An. 181; Studia Phoenicia XIX), Peeters & Departement Oosterse Studies, Leuven 2009, 297 pp.